# Wuya Wei Shenme Shi Heide
Wuya Wei Shenme Shi Heide (xinès simplificat: 乌鸦为什么是黑的, pinyin: Wūyā Wèi Shénme Shì Hēide, literalment 'Perquè els corbs són negres?') és un curtmetratge d'animació xinés dirigit per Wan Laiming el 1955. És la primera pel·lícula d'animació tradicional en color de la història del cinema xinés.
La producció de la pel·lícula començà després de la pel·lícula de titelles Xiaoxiao Yingxiong, que fou en color. Com a primera pel·lícula d'animació tradicional en color de l'estudi d'animació de Shanghai, fou exhibida en diversos festivals, rebent bona crítica.
Es diu que la pel·lícula guanyà un premi al Festival de Venècia però va ser confosa amb una producció soviètica, motiu pel qual a partir d'aquell moment es produeix una recerca d'un estil d'animació xinés que pouara de la tradició artística pròpia.
Tot i que Jiao'ao de Jiangjun va ser la primera de les produccions de l'Estudi de Shanghai en tindre un estil propi, segons Pu Jiaxiang, la pel·lícula ja estava en producció en 1955, i es va suspendre la realització en caure malalt el director. És llavors quan es comença a treballar en Wuya Wei Shenme Shi Heide, que rep el premi el 1956, quan Jiao'ao de Jiangjun ja està pràcticament finalitzada. Sembla que la decisió de Te Wei de seguir un estil propi es va prendre mentre es finalitzava aquella pel·lícula, una vegada ja s'havia recuperat de la malaltia.
També sembla que la pel·lícula de titelles Shen Bi, que està fortament basada en la cultura xinesa, fou la pel·lícula que participà al Festival de Venècia aquell any. Wuya Wei Shenme Shi Heide no va rebre cap guardó, i possiblement sols va ser exhibida. Si hom va confondre la pel·lícula amb una producció soviètica, no ho feu públicament, però l'ancècdota o malentés serví per a explicar el naixement de l'estil xinés d'animació a partir de mitjan anys cinquanta.